# Wielersport op de Europese Spelen 2015 - Vrouwen tijdrit
De tijdrit voor vrouwen tijdens de Europese Spelen 2015 in Bakoe, Azerbeidzjan vond plaats op 18 juni en was een van de onderdelen van het evenement wielersport. 

## Resultaten
| Positie | Naam                      | Land         | Tijd    |
| ------- | ------------------------- | ------------ | ------- |
| Goud    | Ellen van Dijk            | Nederland    | 32'62"  |
| Zilver  | Hanna Solovey             | Oekraïne     | + 0'37" |
| Brons   | Annemiek van Vleuten      | Nederland    | + 1'07" |
| 4       | Tatiana Antoshina         | Rusland      | + 1'12" |
| 5       | Martina Ritter            | Oostenrijk   | + 1'25" |
| 6       | Olena Pavlukhina          | Azerbeidzjan | + 1'31" |
| 7       | Ann-Sophie Duyck          | België       | + 1'39" |
| 8       | Alena Amialiusik          | Wit-Rusland  | + 1'41" |
| 9       | Eugenia Bujak             | Polen        | + 2'12" |
| 10      | Camilla Møllebro Pedersen | Denemarken   | + 2'24" |
| 11      | Tatsiana Sharakova        | Wit-Rusland  | + 2'37" |
| 12      | Dena Rozlapa              | Estland      | + 2'52" |
| 13      | Sari Saarelainen          | Finland      | + 2'55" |
| 14      | Mia Radotić               | Kroatië      | + 3'01" |
| 15      | Caroline Ryan             | Ierland      | + 3'03" |
| 16      | Polona Batagelj           | Slovenië     | + 3'07" |
| 17      | Annabelle Dreville        | Frankrijk    | + 3'07" |
| 18      | Ausrine Trebaite          | Litouwen     | + 3'13" |
| 19      | Cecilie Gotaas Johnsen    | Noorwegen    | + 3'31" |
| 20      | Anna Plichta              | Polen        | + 3'34" |
| 21      | Natalia Boyarkaya         | Rusland      | + 3'40" |
| 22      | Sheyla Gutiérrez Ruiz     | Spanje       | + 3'48" |
| 23      | Tatiana Guderzo           | Italië       | + 3'52" |
| 24      | Liisi Rist                | Estland      | + 3'55" |
| 25      | Rossella Ratto            | Italië       | + 3'56" |
| 26      | Varvara Fasoi             | Griekenland  | + 3'58" |
| 27      | Zuzana Neckarova          | Tsjechië     | + 4'16" |
| 28      | Séverine Eraud            | Frankrijk    | + 4'19" |
| 29      | Tereza Medvedova          | Slowakije    | + 6'40" |
| 30      | Aysenur Turgut            | Turkije      | + 8'27" |